# Batalla de Lechfeld (910)
La batalla de Lechfeld de 910 (en húngaro: augsburgi csata) sucedió en 910, cuando el ejército húngaro invadió la región germánica de Baviera y derrotó a las fuerzas del rey Luis el Niño.

## La batalla
El rey Luis había sido derrotado por los húngaros escasamente tres años antes en 907, en la batalla de Bratislava y seguidamente las tropas germánicas también habían perdido la batalla de Eisenach en 908 ante los húngaros. Por tanto, las esperanzas de vencer a los húngaros en una nueva batalla campal eran cada vez menores. Así, en 910, las tropas de Luis fueron vencidas nuevamente por los húngaros en la batalla de Lechfeld.
Luego de derrotar al ejército franco, los húngaros retornaron a su territorio y otras fuerzas germánicas les hicieron huir a su paso por Neuchig. Después de obtener la victoria de Lechfeld en 910 regresaron en 911, robando y quemando todas las ciudades suabias y francas a su paso, cruzando más allá del río Rin y atacando Burgundia, con lo que crearon la sensación de ser una amenaza indetenible en Europa.

## Consecuencias de la batalla
El ejército húngaro continuó saqueando y devastando ciudades europeas, y sometió a Enrique I el Pajarero tras derrotarlo en la batalla de Puchen en 919. Los húngaros sufrieron una de sus primeras derrotas importantes en la batalla de Merseburgo en 933 y su derrota final en la batalla de Lechfeld en 955.